# Liam Woodrum
Liam Woodrum, född 9 oktober 2002 i Kalifornien, är en amerikansk skådespelare.
Woodrum har bland annat medverkat i TV-serien Geek Girl. Han har även medverkat i filmen Love in Zion National: A National Park Romance.

## Filmografi (i urval)
- 2023 – Love in Zion National: A National Park Romance
- 2024 – Geek Girl (TV-serie)